# Liste des joueuses d'Arras Pays d'Artois Basket Féminin
Cette page présente la liste par saison des joueuses du club d'Arras.

## Saison 2016-2017
| Numéro | Nom                   | Née le            | Taille | Nationalité | Poste      |
|        | Fabienne Constant     | 22 juillet 1986   | 1,88m  | France      | Intérieure |
|        | Bérengère Dinga Mbomi | 15 février 1995   | 1,72m  | France      | Arrière    |
|        | Aminata Konaté        | 27 octobre 1990   | 1,68m  | France      | Meneuse    |
|        | Assitan Koné          | 23 avril 1995     | 1,90m  | France      | Intérieure |
|        | D'Lesha Lloyd         | 26 septembre 1986 | 1,83m  | États-Unis  | Ailière    |
|        | Marine Mulumba        | 20 mai 1997       | 1,71m  | France      | Meneuse    |
|        | Anne-Sophie Pagnier   | 2 mars 1987       | 1,80m  | France      | Ailière    |
|        | Sabrina Reghaïssia    | 16 octobre 1983   | 1,88m  | France      | Intérieure |

- Entraîneur :  Quentin Buffard

## Saison 2015-2016
| Numéro | Nom                   | Née le           | Taille | Nationalité          | Poste      |
|        | Alix Duchet           | 30 décembre 1997 | 1,63m  | France               | Meneuse    |
|        | Chatilla van Grinsven | 23 février 1991  | 1,88m  | Pays-Bas             | Ailière    |
|        | Élodie Mendy          | 28 novembre 1994 | 1,63m  | France Guinée-Bissau | Meneuse    |
|        | Jenny Fouasseau       | 9 janvier 1992   | 1,80m  | France               | Arrière    |
|        | Kalis Loyd            | 4 mai 1989       | 1,88m  | Suède États-Unis     | Ailière    |
| 14     | Clarince Djaldi-Tabdi | 6 décembre 1995  | 1,84m  | France Tchad         | Intérieure |
| 13     | Stephany Skrba        | 13 avril 1987    | 1,88   | Canada Serbie        | Intérieure |

- Entraîneuse :  Cécile Piccin
- Adjointe :  Lina Brazdeikytė

Cécile Piccin le fort renouvellement à l'intersaison : « Pour conserver l’effectif 2014/15, il aurait fallu augmenter notre masse salariale de 100 000 € net, soit 200 000 € brut. Nous avons ainsi proposé à Lidija Turčinović une augmentation de salaire de 40%… mais à Toulouse, elle va doubler ses revenus. Avec le salaire demandé par Djéné Diawara, je paie mes quatre Françaises et trois avec les émoluments de Michelle Plouffe ». Elle s'appuie donc d'abord sur des jeunes formés au club comme Élodie Mendy. « Idem pour Clarince Djaldi-Tabdi; la conserver, c’est notre meilleur recrutement. Alix Duchet, notre meneuse titulaire, est jeune, 18 ans. Elle a signé pour plusieurs années car nous faisons confiance aux jeunes… et elle entrait dans notre budget ! Son style de jeu me correspond. Jenny Fouasseau, qui vient de Calais, est une ailière de rotation. Elle défend, elle court, elle se bat : elle correspond aux valeurs du club. Et elle pèse dix points par match ! Jovana Rad, nous la suivions, le président et moi, depuis longtemps. C’est une valeur sûre, une intérieure capable de shooter extérieur, un profil qui nous faisait défaut. Enfin Kalis Loyd est un cadeau [du président] Jean-Louis Monneret ». Toutefois, le recrutement de Jovana Rad est annulé pour cause de maternité et elle remplacée par la canadienne au passeport serbe Stephany Skrba. Le recrutement s'enrichit de l'américaine Brooque William (26 ans, 1,75 m) qui tournait en Italie, à 19,2 points et 8,2 rebonds de moyenne.

## Saison 2014-2015
| Numéro | Nom                   | Née le            | Taille | Nationalité                 | Poste         |
| 1      | Erin Rooney           | 3 juillet 1990    | 1,73m  | Nouvelle-Zélande Angleterre | Arrière       |
| 6      | Lidija Turcinovic     | 27 août 1994      | 1,76m  | France                      | Arrière       |
| 7      | Matea Vrdoljak        | 19 novembre 1985  | 1,83m  | Croatie                     | Arrière       |
|        | Emanuela Salopek      | 18 avril 1987     | 1,78m  | Croatie                     | Ailière       |
| 11     | Djéné Diawara         | 29 janvier 1988   | 1,92m  | France Mali                 | Pivot         |
| 13     | Chloé Westelynck      | 28 mars 1991      | 1,88m  | France                      | Ailière       |
| 14     | Clarince Djaldi-Tabdi | 6 décembre 1995   | 1,84m  | France                      | Intérieure    |
| 15     | Michelle Plouffe      | 15 septembre 1992 | 1,91m  | Canada                      | Ailière forte |
| 27     | Élodie Mendy          | 28 novembre 1994  | 1,63m  | France                      | Meneuse       |
| 33     | Maggie Lucas          | 29 novembre 1991  | 1,78m  | États-Unis                  | Arrière       |

- Entraîneuse :  Cécile Piccin
- Adjointe :  Lina Brazdeikytė

## Saison 2013-2014
| Numéro | Nom                          | Née le           | Taille | Nationalité | Poste      |
| 4      | Anaël Lardy                  | 24 octobre 1987  | 1,70m  | France      | Meneuse    |
| 8      | Mamignan Touré               | 19 décembre 1994 | 1,74m  | France      | Arrière    |
| 9      | Clarince Djaldi-Tabdi        | 6 décembre 1995  | 1,84m  | France      | Intérieure |
| 10     | Aurélie Carmona              | 1er juillet 1987 | 1,84m  | France      | Ailière    |
| 11     | Irina Crasnoscioc-Michailova | 13 août 1981     | 1,90 m | Moldavie    | Pivot      |
| 12     | Pauline Krawczyk             | 17 mars 1985     | 1,82m  | France      | Ailière    |
| 14     | Floriane Herrscher           | 29 mai 1984      | 1,87m  | France      | Intérieure |
| 15     | Naîgnouma Coulibaly          | 31 mai 1989      | 1,92m  | France Mali | Pivot      |
| 23     | Dawn Evans                   | 30 juin 1989     | 1,70m  | États-Unis  | Meneuse    |
| ??     | Sugar Rodgers                | 8 décembre 1989  | 1,75m  | États-Unis  | Meneuse    |

- Entraîneur :  Marc Silvert puis Cécile Piccin
- Adjointe :  Cécile Piccin

Le club finit à la treizième et avant-dernière place de la saison régulière.

## Effectif 2012-2013
| Numéro | Nom                    | Née le           | Taille | Nationalité                      | Poste           |
| 8      | Mamignan Touré         | 19 décembre 1994 | 1,74m  | France                           | Arrière         |
| 9      | Johanne Gomis          | 11 juillet 1985  | 1,77m  | France                           | Ailière         |
| 10     | Aurélie Carmona        | 1er juillet 1987 | 1,84m  | France                           | Ailière         |
| 12     | Krissy Badé            | 31 juillet 1980  | 1,82 m | France                           | Ailière         |
| 13     | Sandra Dijon-Gérardin  | 10 janvier 1976  | 1,92 m | France                           | Pivot           |
| 15     | Astan Dabo             | 30 mai 1992      | 2,03m  | Mali                             | Pivot           |
|        | Sasha Goodlett         | 9 août 1990      | 1,96m  | États-Unis                       | Pivot           |
|        | Pauline Akonga         | 9 février 1982   | 1,88 m | République démocratique du Congo | Intérieure      |
|        | Kateryna Dorohobouzova | 28 juin 1990     | 1,87 m | Ukraine                          | Ailière forte   |
|        | Radoslava Bachvarova   | 19 janvier 1987  | 1,83 m | Bulgarie                         | Ailière         |
|        | Olesia Malachenko      | 21 février 1991  | 1,88 m | Ukraine                          | Intérieure      |
| 21     | Ines Ajanović.         | 12 novembre 1980 | 1,96 m | Serbie                           | Intérieure      |
| 44     | Dawn Evans             | 30 juin 1989     | 1,70m  | États-Unis                       | Meneuse         |
|        | Tat'yana Likhtarovitch | 29 mars 1988     | 1,80m  | Biélorussie                      | Meneuse-arrière |

- Entraîneur :  Thibaut Petit[11] puis  Marc Silvert
- Adjointe :  Cécile Piccin

Début janvier 2013, Thibaut Petit est remercié alors qu'Arras est dernier du classement de LFB et sans victoire en Euroligue et remplacé par Marc Silvert qui signe pour deux saisons et demie.
Le club finit en treizième position de la saison régulière avec 8 victoires et 18 défaites.

## Effectif 2011-2012[14]
| Numéro | Nom                   | Née le           | Taille | Nationalité                      | Poste         |
| 4      | Joyce Cousseins-Smith | 31 décembre 1988 | 1,68 m | France                           | Arrière       |
| 5      | Leilani Mitchell      | 15 juin 1985     | 1,65 m | États-Unis                       | Meneuse       |
| 6      | Laury Aulnette        | 29 mai 1989      | 1,85m  | France                           | Ailière       |
| 7      | Krissy Badé           | 31 juillet 1980  | 1,82 m | France                           | Ailière       |
| 10     | Alexandra Tchangoue   | 15 novembre 1985 | 1,80 m | France                           | Arrière       |
| 9      | Soana Lucet           | 10 mars 1987     | 1,85 m | France                           | Ailière       |
| 11     | Adja Konteh           | 5 mars 1992      | 1,73m  | France                           | Arrière       |
| 14     | Pauline Akonga        | 9 février 1982   | 1,88 m | République démocratique du Congo | Intérieure    |
| 23     | Sabrina Reghaissia    | 16 octobre 1983  | 1,89 m | France                           | Intérieure    |
| 20     | Alexia Rol            | 9 août 1989      | 1,77 m | France Suisse                    | Arrière       |
| 21     | Nadezda Grishaeva     | 2 juillet 1989   | 1,95 m | Russie                           | Pivot         |
| 44     | Gabriela Marginean    | 12 février 1987  | 1,85 m | Roumanie                         | Ailière forte |

Entraîneur : Thibaut Petit 

Adjointe : Cécile Piccin

## Effectif 2010-2011
| Numéro | Nom                 | Née le           | Taille | Nationalité                      | Poste      |
| 4      | Natacha Doppée      | 28 décembre 1993 | 1,68 m | Belgique                         | Meneuse    |
| 5      | Leilani Mitchell    | 15 juin 1985     | 1,65 m | États-Unis                       | Meneuse    |
| 6      | Laury Aulnette      | 29 mai 1989      | 1,85m  | France                           | Ailière    |
| 7      | Krissy Badé         | 31 juillet 1980  | 1,82 m | France                           | Ailière    |
| 8      | Sarah Michel        | 10 janvier 1989  | 1,80 m | France                           | Ailière    |
| 9      | Johanne Gomis       | 11 juillet 1985  | 1,77 m | France                           | Ailière    |
| 10     | Olesia Malachenko   | 21 février 1991  | 1,88 m | Ukraine                          | Intérieure |
| 11     | Adja Konteh         | 5 mars 1992      | 1,73m  | France                           | Arrière    |
| 12     | Marielle Amant      | 9 décembre 1989  | 1,90 m | France                           | Intérieure |
| 12     | Olga Maznichenko    | 24 juillet 1991  | 1,86 m | Ukraine                          | Ailière    |
| 13     | Aija Putnina        | 15 janvier 1988  | 1,92 m | Lettonie                         | Intérieure |
| 14     | Pauline Akonga      | 9 février 1982   | 1,88 m | République démocratique du Congo | Intérieure |
| 15     | Juliana Mialoundama | 18 mars 1993     | 1,80 m | France                           | Ailière    |

Entraîneur : Bruno Blier 

Adjointe : Cécile Constanty

## Effectif 2009-2010
| Numéro | Nom                 | Née le          | Taille | Nationalité                      | Poste      |
| 4      | Julie Bertin        | 1984            | 1,73m  | France                           | Arrière    |
| 5      | Leilani Mitchell    | 15 juin 1985    | 1,65 m | États-Unis                       | Meneuse    |
| 7      | Princesse Goubo     | 1991            | 1,65 m | France                           | Meneuse    |
| 8      | Sarah Michel        | 10 janvier 1989 | 1,80 m | France                           | Ailière    |
| 9      | Johanne Gomis       | 11 juillet 1985 | 1,77 m | France                           | Ailière    |
| 10     | Olesia Malachenko   | 21 février 1991 | 1,88 m | Ukraine                          | Intérieure |
| 11     | Hanna Bouldwin      | 1984            | 1,80m  | Pologne                          | Ailière    |
| 12     | Marielle Amant      | 9 décembre 1989 | 1,90 m | France                           | Intérieure |
| 14     | Pauline Akonga      | 9 février 1982  | 1,88 m | République démocratique du Congo | Intérieure |
| 15     | Juliana Mialoundama | 1993            | 1,80 m | France                           | Ailière    |
|        | N'deye N'Diaye      |                 |        | Sénégal                          |            |

## Effectif 2008-2009
| Numéro | Nom                | Née le           | Taille | Nationalité | Poste      |
|        | Julie Bertin       | 1984             | 1,73m  | France      | Arrière    |
|        | Leilani Mitchell   | 15 juin 1985     | 1,65 m | États-Unis  | Meneuse    |
|        | Princesse Goubo    | 1991             | 1,65 m | France      | Meneuse    |
|        | Sarah Michel       | 10 janvier 1989  | 1,80 m | France      | Ailière    |
|        | Stéphanie Beuzelin | 17 novembre 1977 | 1,91 m | France      | Intérieure |
|        | Vaida Sipavicuite  | 6 novembre 1985  | 1,91m  | Lituanie    | Intérieure |
|        | Jenna O'Hea        | 6 juin 1987      | 1,87m  | Australie   | Ailière    |
|        | Marielle Amant     | 9 décembre 1989  | 1,90 m | France      | Intérieure |
|        | Bernice Mosby      | 14 février 1984  | 1,85m  | États-Unis  | Intérieure |
|        | Julie Barennes     | 9 février 1986   | 1,83 m | France      | Ailière    |